# Jerzy Adam Brandhuber
Jerzy Adam Brandhuber (ur. 23 października 1897 w Krakowie, zm. 19 czerwca 1981 w Oświęcimiu) – polski malarz.

## Życiorys
Jerzy Adam Brandhuber studiował od roku 1914 malarstwo na Akademii Sztuk Pięknych w Krakowie. Został powołany do wojska i po zakończeniu wojny kontynuował studia u Józefa Mehoffera, Jacka Malczewskiego i Stanisława Dębickiego. Po ukończeniu studiów rozpoczął pracę pedagogiczną w Jaśle jako nauczyciel rysunku w Gimnazjum im. Stanisława Leszczyńskiego.
W roku 1942 został aresztowany za przynależność do ZWZ i udzielanie pomocy Żydom. Został osadzony w więzieniu w Tarnowie, a następnie przewieziony w styczniu 1943 do obozu w Auschwitz, gdzie otrzymał numer obozowy 87112.
Stamtąd w październiku 1944 w marszu śmierci dotarł do KL-Sachsenhausen. Po wojnie przez rok przebywał w Lubece, w roku 1946 zamieszkał w Krakowie, gdzie stworzył cykl „Zapomniana ziemia”. Od roku 1947 pracował w Państwowym Muzeum w Oświęcimiu, jednocześnie tworzył cykle grafik i rysunków dokumentujących życie w obozach koncentracyjnych. Reżyser Jerzy Ziarnik poświęcił mu 1968 film dokumentalny „W zaklętym kręgu”.
W styczniu 2001 w Oświęcimskim Centrum Kultury otwarto wystawę prac Brandhubera pt. „Mam jeszcze bardzo dużo do zrobienia”.